# Tbilisi
Tbilisi je glavni grad Gruzije. Nalazi se u srednjem Zakavkazju, u dolini rijeke Kure. Tbilisi je industrijsko, prometno i kulturno središte Gruzije. Razvijen je turizam, prehrambena, metalna, kemijska, drvna, tekstilna i elektrotehnička industrija. 

## Povijest
Tbilisi je 458. godine osnovao Vahtang I. Gorgasali, kralj Kavkaske Iberije, države prethodnice današnje Gruzije. Sagradio ga je na mjestu gdje je tijekom lova pronašao izvor termalne vode. Zbog toga ime grada u prijevodu znači Vruće mjesto. U 6. st. je kralj Dachi I Ujarmeli preselio prijestolnicu iz grada Mtskhete u Tbilisi. Kralj je sagradio gradske zidine.
Tbilisi se s vremenom razvijao kao značajna trgovačka postaja na putu između Europe i Azije. Između 570.i 580. su gradom vladali Perzijanci, a 627. ga je napao Bizant. 735. su grad zauzeli Arapi i osnovali Emirat Tbilisi koji je postojao do 1080. godine. Nakon toga su ga zauzeli Turci Seldžuci.
Grad je vraćen pod gruzijsku vlast 1122. kad ga je osvojio gruzijski kralj David IV. Graditelj. On je prenio svoju prijestolnicu iz grada Kutaisi u Tbilisi. Tijekom 12. st. se Tbilisi razvio u značajno regionalno gospodarsko i kulturno središte. To vrijeme se naziva "Gruzijskim zlatnim dobom".
Godine 1236. su grad zauzeli Mongoli. Gruzija je bila poluslobodna država pod mongolskom upravom, ali su Mongoli vršili značajan politički i kulturni utjecaj na Tbilisi. Mongoli su istjerani 1320. i grad je vraćen pod gruzijsku vlast. U 15. i 16. st. su grad više puta napadali Perzijanci i drugi osvajači, uključujući Tamerlana, te je mnogo puta bio razaran i ponovo građen. Tijekom 17. i 18. st. su se za grad borili Perzijanci i Osmansko Carstvo. Krajem 18. st. se gruzijski kralj Erekle oslobodio perzijske vlasti, ali se nije mogao obraniti, te je pozvao u pomoć Rusiju.
Godine 1801. je Gruzija pripojena Ruskom Carstvu. Rusi su Tbilisi nazvali Tiflis i stvorili Guberniju Tiflis. Tiflis se pod ruskom vlašću gospodarski jače razvio i sagrađene su mnoge zgrade u europskom stilu. Ruski car je u gradu stvorio svoju rezidenciju. U njemu su boravili pisci Aleksandar Puškin, Lav Tolstoj i Mihail Ljermontov.
Nakon Oktobarske revolucije je 1918. kratko vrijeme postojala nezavisna Transkavkaska Federacija i Tbilisi je bio njezin glavni grad. Nakon toga je bio glavni grad nezavisne Gruzije koja je postojala do 1921. Godine 1918. je osnovano sveučilište. Dne 25. veljače 1921. su grad zauzeli sovjetski komunisti i uspostavili komunističku vlast. Tbilisi je bio glavni grad Transkavkaske Sovjetske Socijalističke Republike koja se 1936. raspala na Gruzijsku, Armensku i Azerbajdžansku Sovjetsku Socijalističku Republiku. U sovjetskom razdoblju se grad industrijalizira i postaje jedan od najvažnijih sovjetskih gospodarskih, političkih i kulturnih središta. Godina 1956., 1978., i 1989. su u gradu izbile protusovjetske demonstracije.
Od 1991. je Tbilisi glavni grad nezavisne Gruzije. Grad je nastradao tokom kratkotrajnog gruzijskog građanskog rata 1991. – 1992. Grad postaje značajan politički centar, ali mu gospodarstvo naglo slabi, kao i u cijeloj Gruziji. Od 2003. se gospodartvo obnavlja.

## Zemljopis
Tbilisi je smješten u dolini rijeke Kure, južno od Kavkaskog gorja. Grad je u kotlini okružen brojnim gorama (Saguramo, Trialeti, Teletski, Makhata, Kargakala). Sjeverno od grada je veliko Tbilisijsko jezero. Na prostoru grada su manja jezera Cherepash'ye i Lisi.
Klima je prijelazna između suptropske i umjereno-kontinetalne. Iznad grada se izmjenjuju suhe i vlažne zračne mase. Postoje velike godišnje amplitude temperature (razlike najtoplijeg i najhladnijeg mjeseca).

## Znamenitosti
U arhitekturi Tbilisija se miješaju bizantski, ruski, europski i bliskoistočni utjecaji. Postoje i zgrade u socijalističkom i modernom stilu. Postoji mnogo građevina (posebno crkava) u tradicionalnom gruzijskom stilu (male pravokutne crkve s nekoliko krovova i okruglim tornjem u sredini). Značajna je katedrala Presvetog trojstva nazvana Sameba katedrala. Značajna je povijesna Sionska katedrala iz 8. st. Postoji crkva Anchiskhati iz 6. st. i Metekhi iz 13. st. Povijesno je značajna tvrđava Narikala koja je započeta još u 4. st. Zanimljive su zgrade gruzijske vlade, od kojih su neke građene u modernom stilu (posebno je zanimljiva zgrada Ministarstva cesta nazvana "Lego kuća"). Na južnom ulazu u grad postoji na brdu skulptura Kartlis Deda (Majka Gruzije) koja je jedna od simbola grada.

## Vanjske poveznice
|  | Zajednički poslužitelj ima još gradiva o temi Tbilisi |